# Leucate
Leucate è un comune francese di 4 124 abitanti situato nel dipartimento dell'Aude nella regione dell'Occitania.

## Storia

### Simboli

Stemma di Leucate

Nella lingua narbonese , vauco o vauquo significa oca; l'auquetto è una piccola oca, che ricorda il nome di Leucate che si scriveva un tempo Lauqualte o Laucate. Lo stemma è accompagnato dal motto latino Somnum devicit et hostem ("Sconfisse il sonno e il nemico"), con allusione alle oche del Campidoglio e riferimento al forte di Leucate, allora sentinella più avanzata del confine di Francia, e alla battaglia del 28 settembre 1637, durante la guerra dei trent'anni tra la monarchia spagnola e il Regno di Francia, che si svolse durante la notte e si concluse con una vittoria francese e il fallimento dell'assedio degli attaccanti spagnoli.

Stemma di Leucate nell'Armorial Général de France (1696)

Charles D'Hozier, nell'Armorial Général de France del 1696 attribuisce a Leucate uno scudo di azzurro, alla fascia fusata d'argento e di rosso.

## Monumenti e luoghi d'interesse

### Architetture civili
Il comune ospita il faro di cap Leucate.

## Società

### Evoluzione demografica
Abitanti censiti